# Harpsundsekan

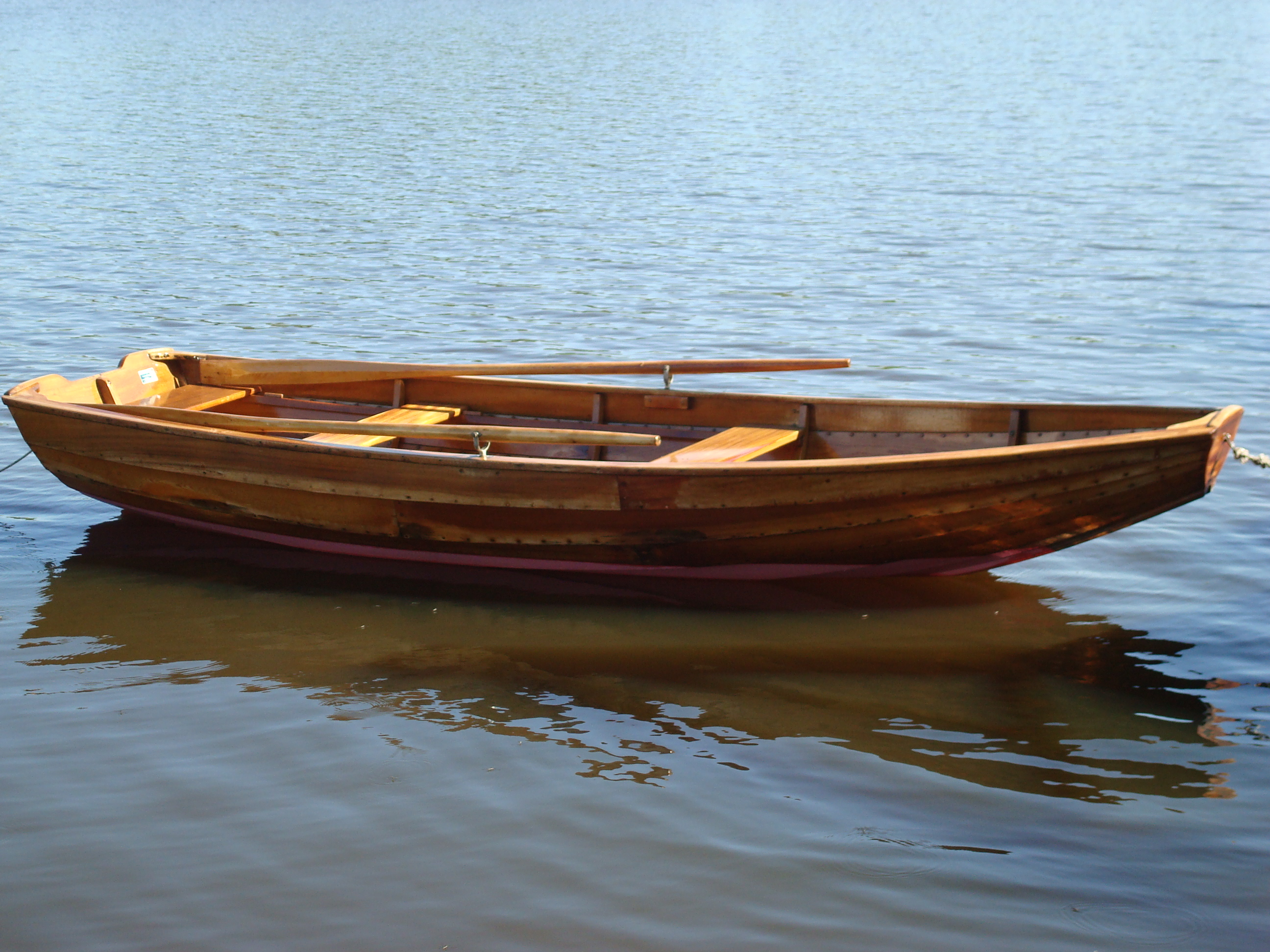
Harpsundsekan.

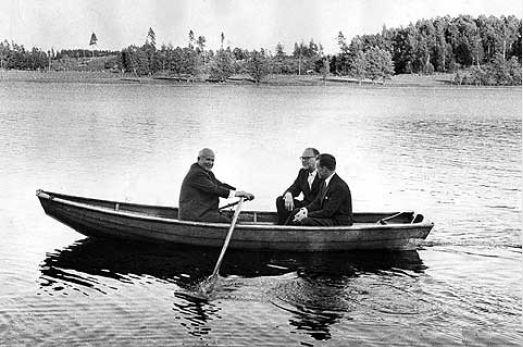
Nikita Chrusjtjov, Tage Erlander och en tolk i Harpsundsekan på Harpsundssjön i juni 1964.

Harpsundsekan är en roddbåt i trä på den svenska statsministerns rekreationsbostad Harpsund. Ekan har blivit känd genom traditionen att Sveriges statsminister inbjuder prominenta gäster att vid officiella besök ta en roddtur i ekan. 
Tage Erlander var statsminister när regeringen godtog donationen av Harpsund 1953 och var därmed den som sjösatte den första Harpsundsekan hösten 1953. När Sovjetunionens ledare Nikita Chrusjtjov besökte Sverige i juni 1964 tog han en roddtur vid Harpsund med statsminister Tage Erlander och en tolk. Bilderna på den uppsluppne och skämtande sovjetledaren fick stor spridning i pressen och Harpsundsekan blev ett begrepp internationellt.
Träekor av typ Harpsundsekan tillverkades fram till 1980-talet av det av familjen Forsberg ägda småbåtsvarvet Kvarsebo Båtar i Kvarsebo. De är 4,25 meter långa och 1,40 meter breda.

## Besökare i Harpsundsekan (i urval)
- Donald Tusk
- Nikita Chrusjtjov
- Harold Wilson
- Aleksej Kosygin
- Jawaharlal Nehru
- Willy Brandt
- Indira Gandhi
- David Cameron
- Angela Merkel
- Gustaf VI Adolf
- Tony Blair
- Georges Pompidou
- Urho Kekkonen
- Kofi Annan
- Carl XVI Gustaf
- Hubert Humphrey
- Boris Johnson
- Bruno Kreisky